# بين سيمبسون
بين سيمبسون هو لاعب كرة القدم الكندية كندي، ولد في 9 مايو 1878 في بيتيربوروغ في كندا، وتوفي في 20 أكتوبر 1964 في هاميلتون في كندا.